# الکس پریرا (بازیکن فوتبال)
الکس پریرا (انگلیسی: Álex Pereira؛ زادهٔ ۱۵ ژانویهٔ ۱۹۷۷) بازیکن سابق فوتبال اهل ونزوئلا است که در پست مدافع میانی بازی می‌کرد.